# Стадниця (Вінницький район)
Ста́дниця — село в Україні, у Вінницькій міській громаді Вінницького району Вінницької області.
Фактично село поділено на дві окремих частини — Велику Стадницю та Малу Стадницю, проте юридично це не закріплено.

## Географія
У селі бере початок річка Безіменна, ліва притока Десни.

## Велика Стадниця
Розташоване за 10 км від м. Вінниці.
Село повністю електрифіковане та газифіковане, проведено роботи по підведенню води. Є дитячий садочок, що забезпечує потреби села, будинок культури, школа I—II ступенів у якій навчається 109 учнів, будинок сільської Ради, 3 магазини.
На території села знаходиться кладовище, церква, пам'ятники: «Загиблим пілотам», «Жертвам фашизму», «Односельчанам».
У селі розташований центр ремесел "Дунстан" (www.dunstan.org.ua), який включає майстерні народних ремесел, парк середньовічних розваг та музей стародавньої Британії.
Є футбольна команда, художні колективи, які гідно представляють село.
В селі у 1938 р. народилась
- Ванжула (Федунець) Олександра Семенівна — українська поетеса.
- Франишин Дмитро Юрійович (1982—2014) — солдат ЗСУ, загинув у боях за Донецький аеропорт.

## Мала Стадниця
Село розташоване на автодорозі Вінниця — Турбів.
Поблизу села розташоване сміттєзвалище міста Вінниці, де була збудована автоматизована біогазова станція для спалювання сміттєвих газів.

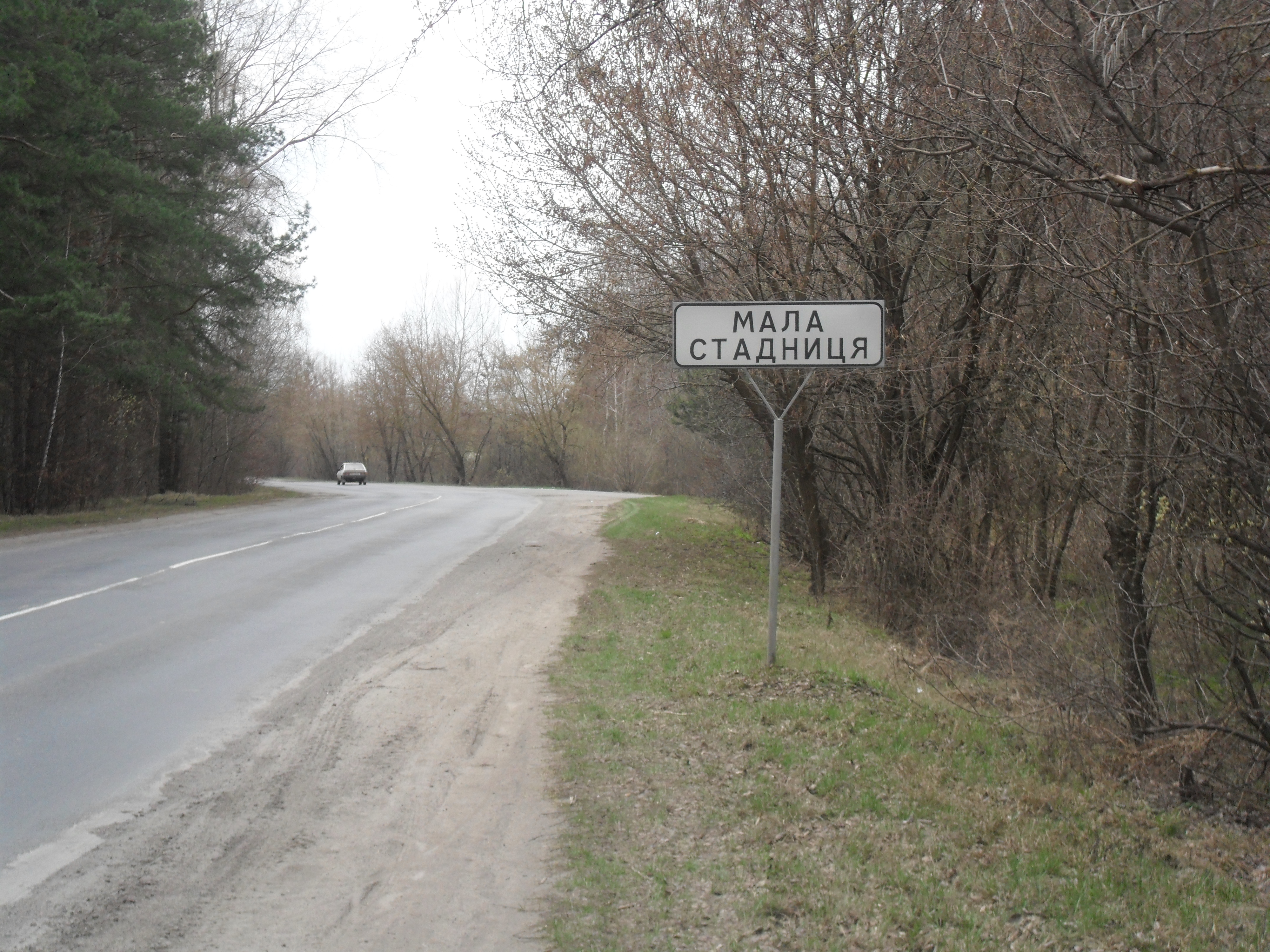
В'їзний знак
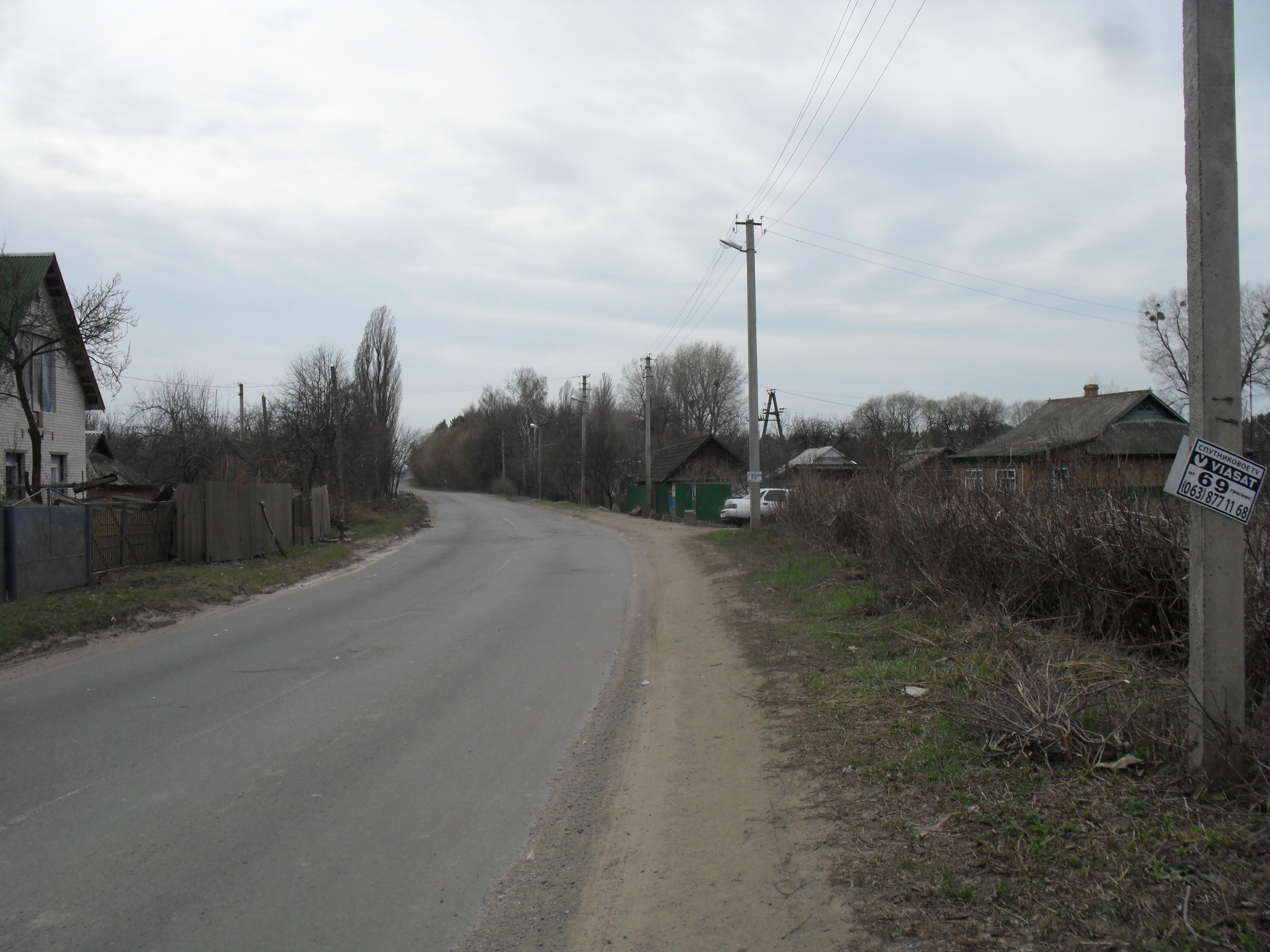
У селі
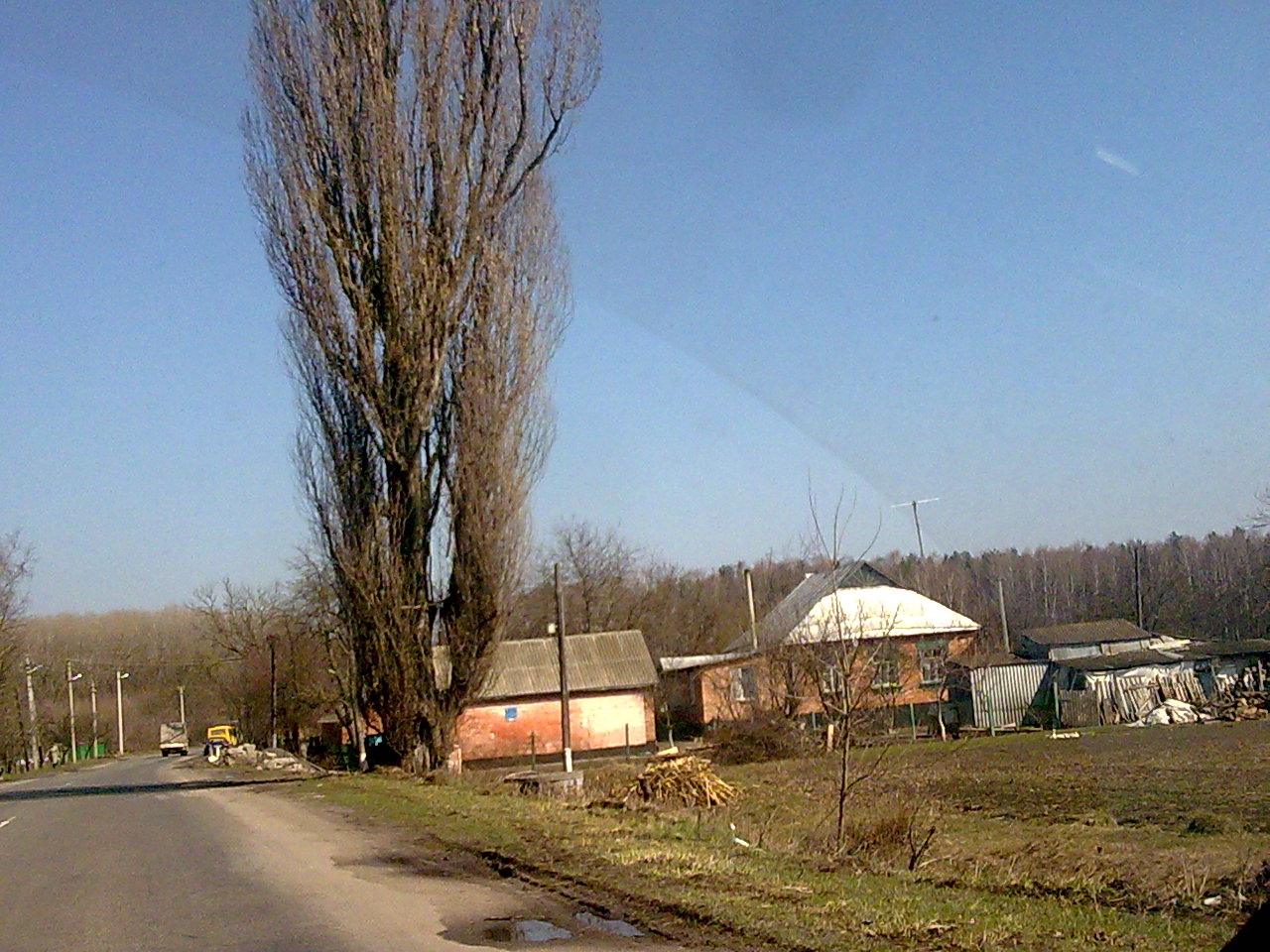
У селі
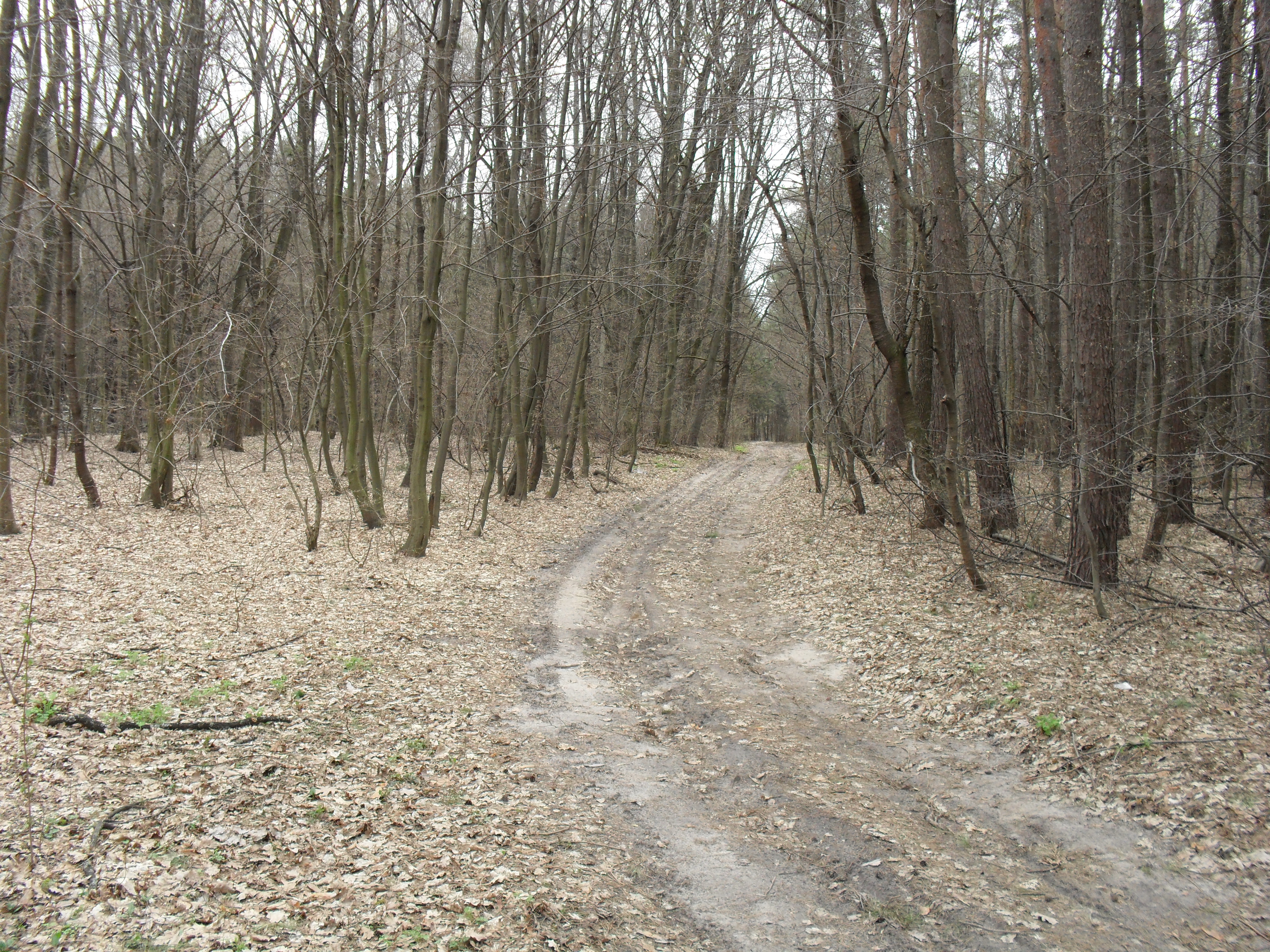
Ліс поблизу села

## Населення

### Мова
Розподіл населення за рідною мовою за даними перепису 2001 року:
| Мова       | Відсоток |
| ---------- | -------- |
| українська | 98,22%   |
| російська  | 1,63%    |
| інші       | 0,15%    |